# 새몬 매핑
새몬 매핑(Sammon's mapping)은 고차원 자료를 저차원으로 사상하는 알고리즘이다. 새몬 사상 또는 새몬 사영(Sammon's projection)이라고 할 수도 있으나 보통 영어를 그대로 쓴다. 이 알고리즘은 그래프 그리기에도 응용된다.
새몬 매핑은 새몬 압력이라고 하는 아래 오차 함수의 값을 최소화하는 것을 목표로 한다.
{\displaystyle E={\frac {1}{\sum \sum _{i<j}d_{ij}^{*}}}\sum \sum _{i<j}{\frac {(d_{ij}^{*}-d_{ij})^{2}}{d_{ij}^{*}}}.}
여기서 {\displaystyle \scriptstyle d_{ij}^{*}}는 원래 공간에서 i번째와 j번째 개체 사이의 거리이고, {\displaystyle \scriptstyle d_{ij}^{}}는 사영된 뒤의 거리이다.
실제 계산을 할 때는 새몬이 원래 논문에서 제안한 대로 기울기 하강(gradient descent)법을 주로 쓰지만, 다른 방법을 쓸 수도 있다.

## 소프트웨어
새몬 사영은 통계 컴퓨팅용 언어인 R의 MASS 패키지와, MATLAB의 패키지인 SOM toolbox에서 지원한다.

## 참고 문헌
- Sammon, J. W. (1969). “A nonlinear mapping for data structure analysis”. 《IEEE Transactions on Computers》 18: 401-409.

## 같이 보기
- 다차원 스케일링
- 그래프 그리기